# ラジオおもしろ肥後狂句工房!
ラジオおもしろ肥後狂句工房!（ラジオおもしろひごきょうくこうぼう）は、2006年11月6日から2009年3月29日まで熊本放送（RKKラジオ）で放送されていたラジオ番組。

## 概要
- ばってん荒川が2006年10月22日11時23分、熊本市内の病院で膀胱癌による心不全のため、69歳で逝去。これに伴い同年10月いっぱいで「ばってん荒川 ぴら〜っと登場!」が終了した。本番組は、「ぴら〜っと登場!」でもお馴染みの肥後狂句をメインとした「ぴら〜っと登場!」の後継番組である。
- 「肥後狂句」とは、与えられた「笠」と呼ばれる課題の下に、七・五で文章を作る言葉遊びである。文章と言うよりは「話し言葉」のように作る方が、味が出てよいと言われている。
- 放送は、ナイター中継がない月曜日の夜の時間帯の放送だったが、後に日曜日の夕方の時間帯に放送されていた。ナイターシーズンとシーズンオフに放送時間が変更になることが多かった。
- 番組で紹介された肥後狂句は、ポッドキャスティングで聴くことができる。
- 2009年3月29日放送をもって本番組は終了となったが、4月からは「桂木まやのシャバダバサタデー」で毎月第2・第4土曜の11時30分頃[1]の「シャバダバ肥後狂句」として放送され、シャバダバサタデー終了後は、2020年10月10日より、「土曜だ!!江越だ!?」の「どよごの狂句つれづれ」として引き続き放送されている。

## 番組パーソナリティー
- 安藤黒竜
- 小宮恵子

## 放送時間
- 2006年11月6日 - 2007年3月（月曜 20:00 - 20:55、「ばってん荒川 ぴら〜っと登場!」の放送枠を引き継ぐ）
- 2007年4月 - 2007年9月（日曜 18:30 - 19:00）
- 2007年10月 - 2008年3月（日曜 18:30 - 19:00）
- 2008年4月 - 2008年9月（日曜 17:45 - 18:00）
- 2008年10月 - 2009年3月29日（日曜 18:45 - 19:00）